# Hoeramoos
Hoeramoos, auch Höramoos oder Moos,Mooshäusl genannt,  war eine Einöde und ein Gemeindeteil der ehemaligen Gemeinde Agendorf im niederbayerischen Bezirksamt Bogen.
Der Ort gehörte zum Steuerdistrikt Trudendorf, war seit der Gemeindegründung 1818 ein Gemeindeteil von Agendorf und gehörte zur katholischen Pfarrgemeinde Steinach. Er wurde 1895 aufgelassen und die Gebäude 1901 abgebrochen.

## Lage
Hoeramoos lag gut 500 Meter südöstlich von Hoerabach südwestlich eines Knies des von Hoerabach kommenden Grabens und nördlich des Dunkgrabens. Die Position des in der Uraufnahme dargestellten Wohngebäudes liegt heute auf der Gemarkung Oberalteich der Stadt Bogen.

## Einwohnerentwicklung
- 1838: 0.10 Einwohner[6]
- 1860: 0.03 Einwohner[7]
- 1861: 0.03 Einwohner[9]
- 1871: 0.02 Einwohner[10]
- 1875: 0.02 Einwohner[2]
- 1885: 0.02 Einwohner[1]